# Ioan Oprea
Ioan Oprea (n. 2 ianuarie 1885, Bandul de Câmpie – d. secolul XX) a fost un delegat în Marea Adunare Națională de la Alba Iulia, organismul legislativ reprezentativ al „tuturor românilor din Transilvania, Banat și Țara Ungurească”, cel care a adoptat hotărârea privind Unirea Transilvaniei cu România, la 1 decembrie 1918.:p. 198

## Biografie
Ioan Oprea a fost protopop al Timișoarei. După 1918, a exercitat funcția de director general la Banca și Casa de Comerț Torontal.:p. 198

## Activitatea politică

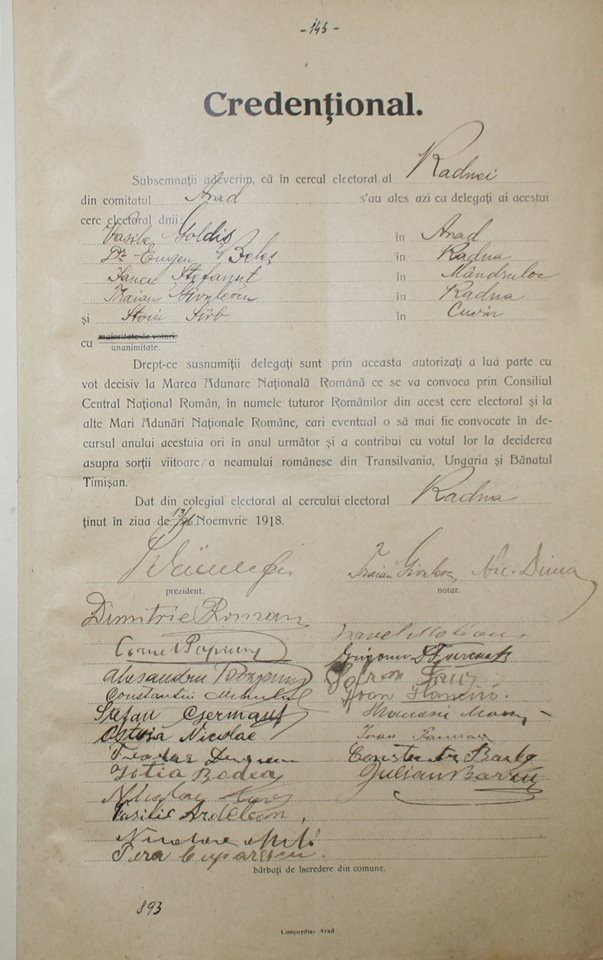
Credențional

Ca deputat în Adunarea Națională din 1 decembrie 1918 a reprezentat, ca delegat de drept, Protopopiatul ortodox Timișoara.:p. 198